# Monanthotaxis nimbana
Monanthotaxis nimbana är en kirimojaväxtart som först beskrevs av Raymond Albert Alfred Schnell, och fick sitt nu gällande namn av Bernard Verdcourt. Monanthotaxis nimbana ingår i släktet Monanthotaxis och familjen kirimojaväxter. Inga underarter finns listade i Catalogue of Life.